# Hemidactylus frenatus
Espèce
Statut de conservation UICN

 LC  : Préoccupation mineure
Le tjictjac ou gecko asiatique (Hemidactylus frenatus) est une espèce de geckos de la famille des Gekkonidae. Il est appelé « margouillat » à l'île de La Réunion, en Guyane, au Gabon, en Nouvelle-Calédonie, en Polynésie-Française et au Tchad, et mabouya aux Antilles.

## Description
Les mâles matures présentent un renflement à la base de la queue, logement des hémipénis. Quand ces geckos sont juvéniles, ils ont des rayures noires sur le dos et la queue.

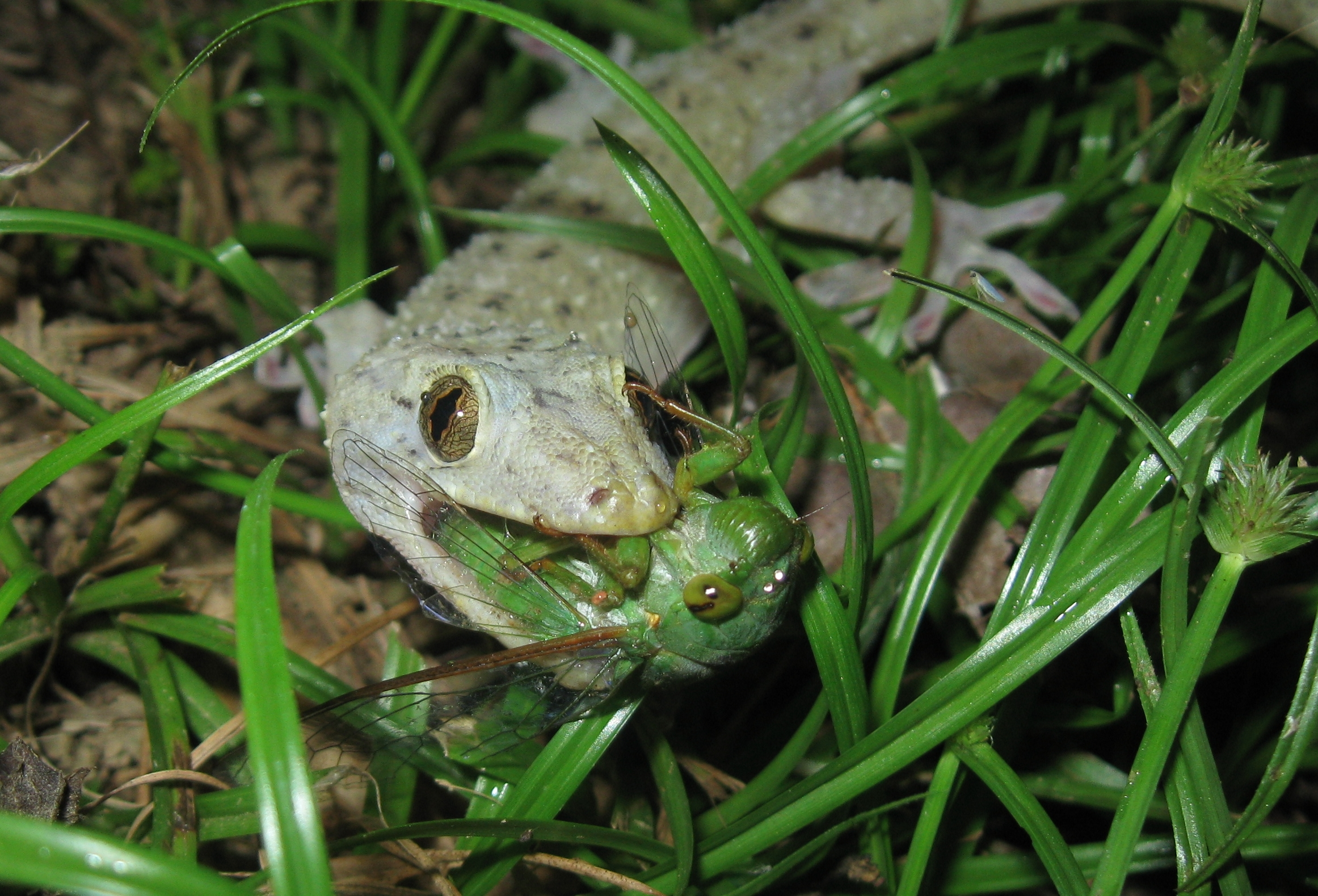
Hemidactylus frenatus.
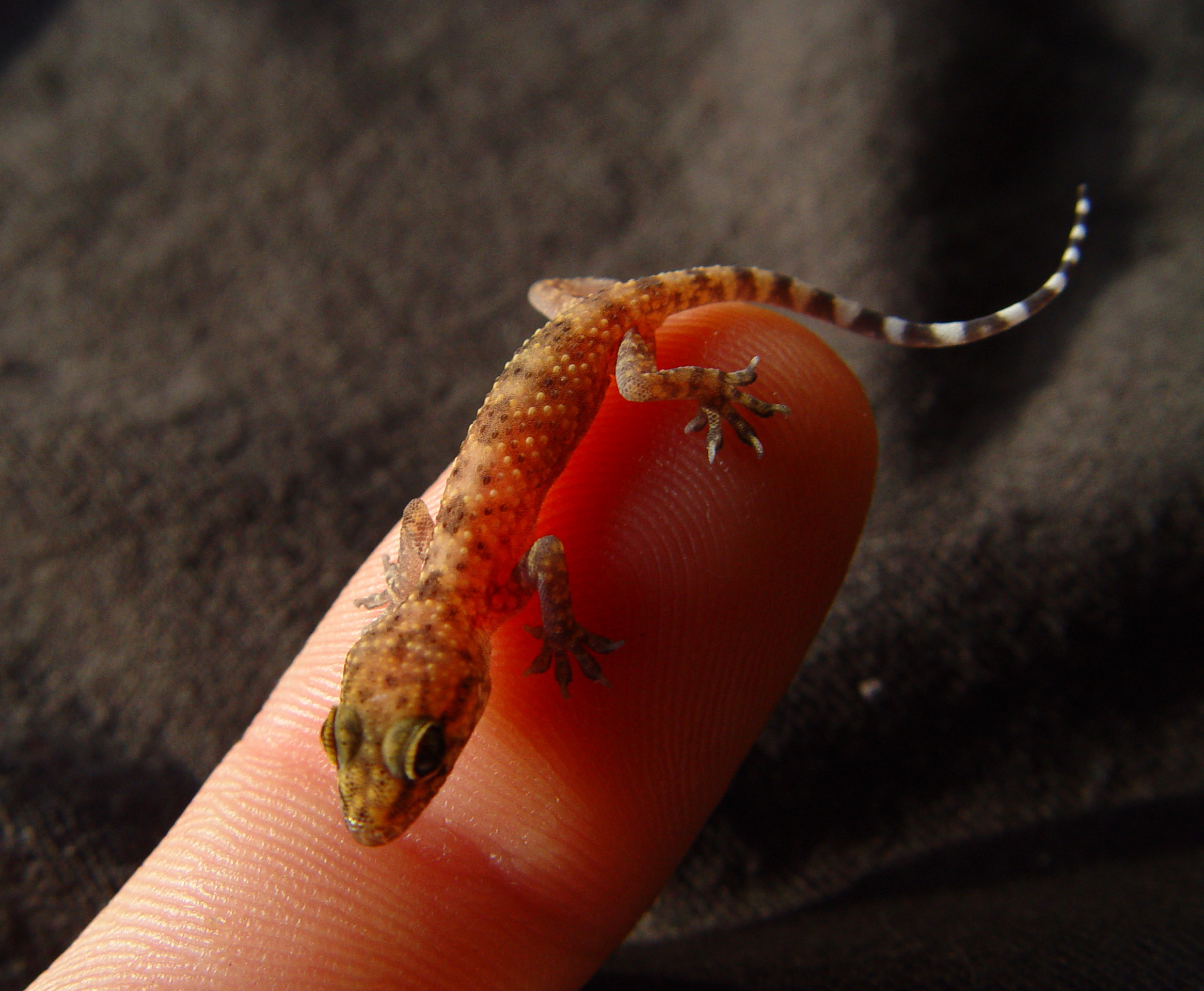
Juvénile.
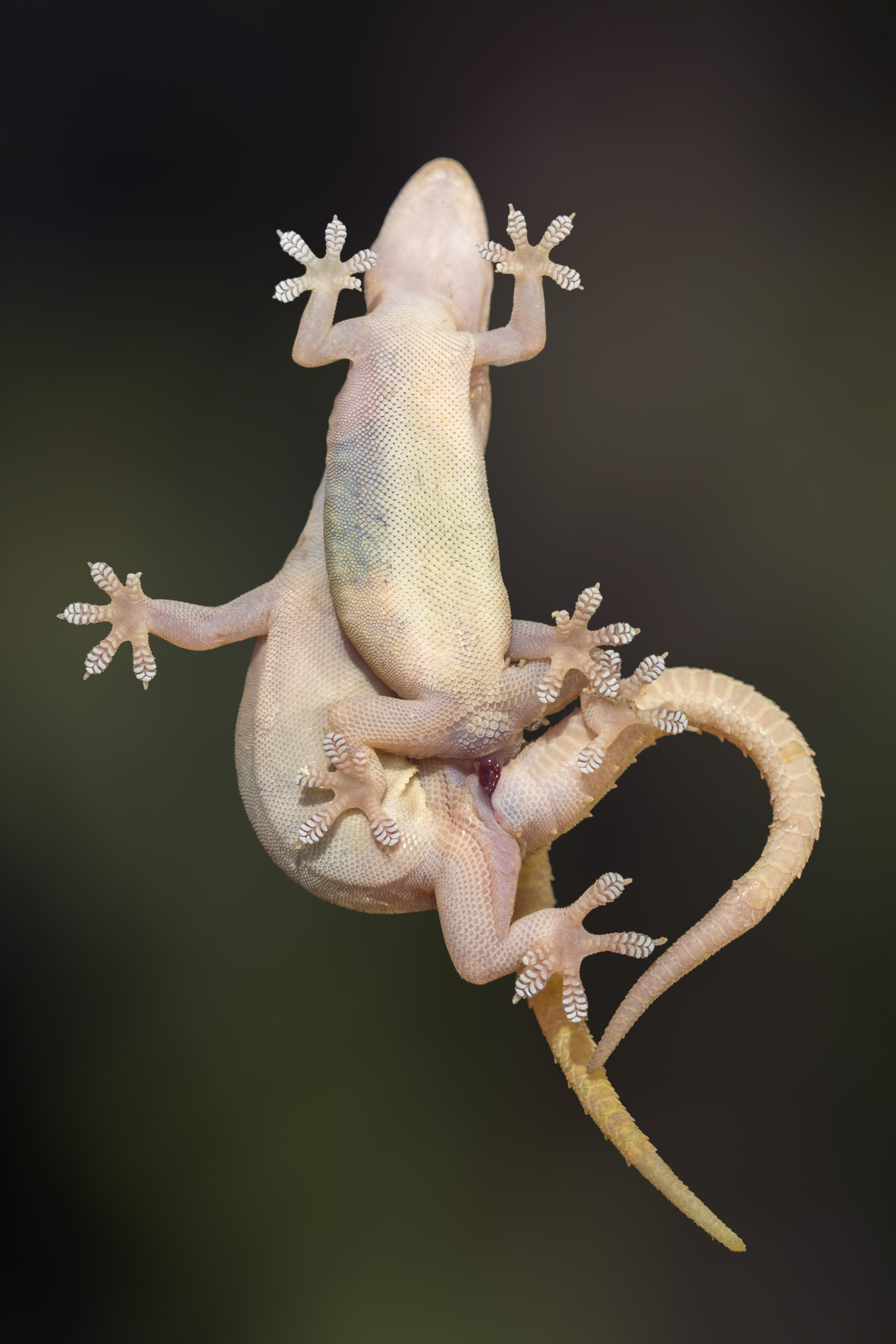
Accouplement.
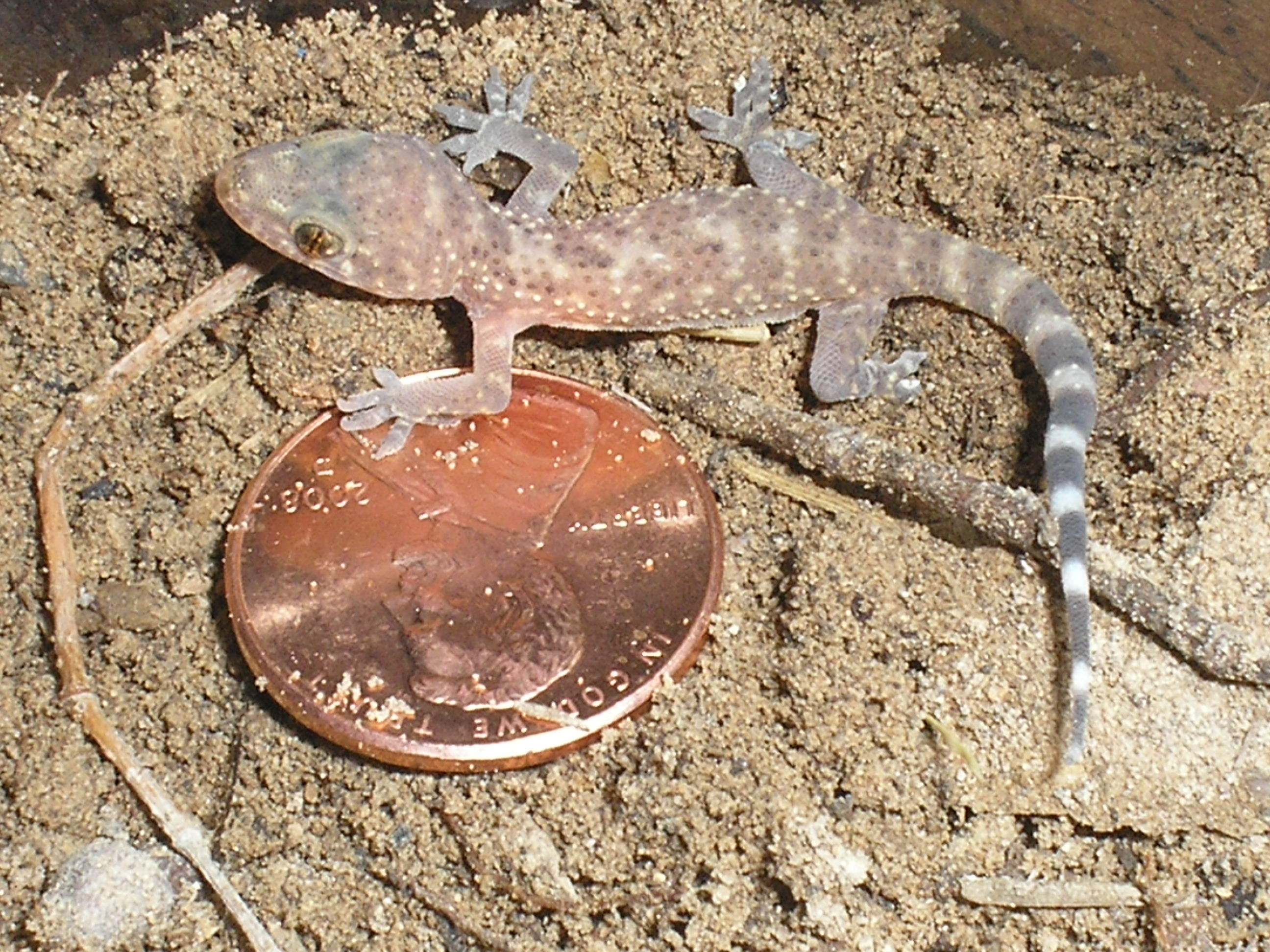
Hemidactylus frenatus.
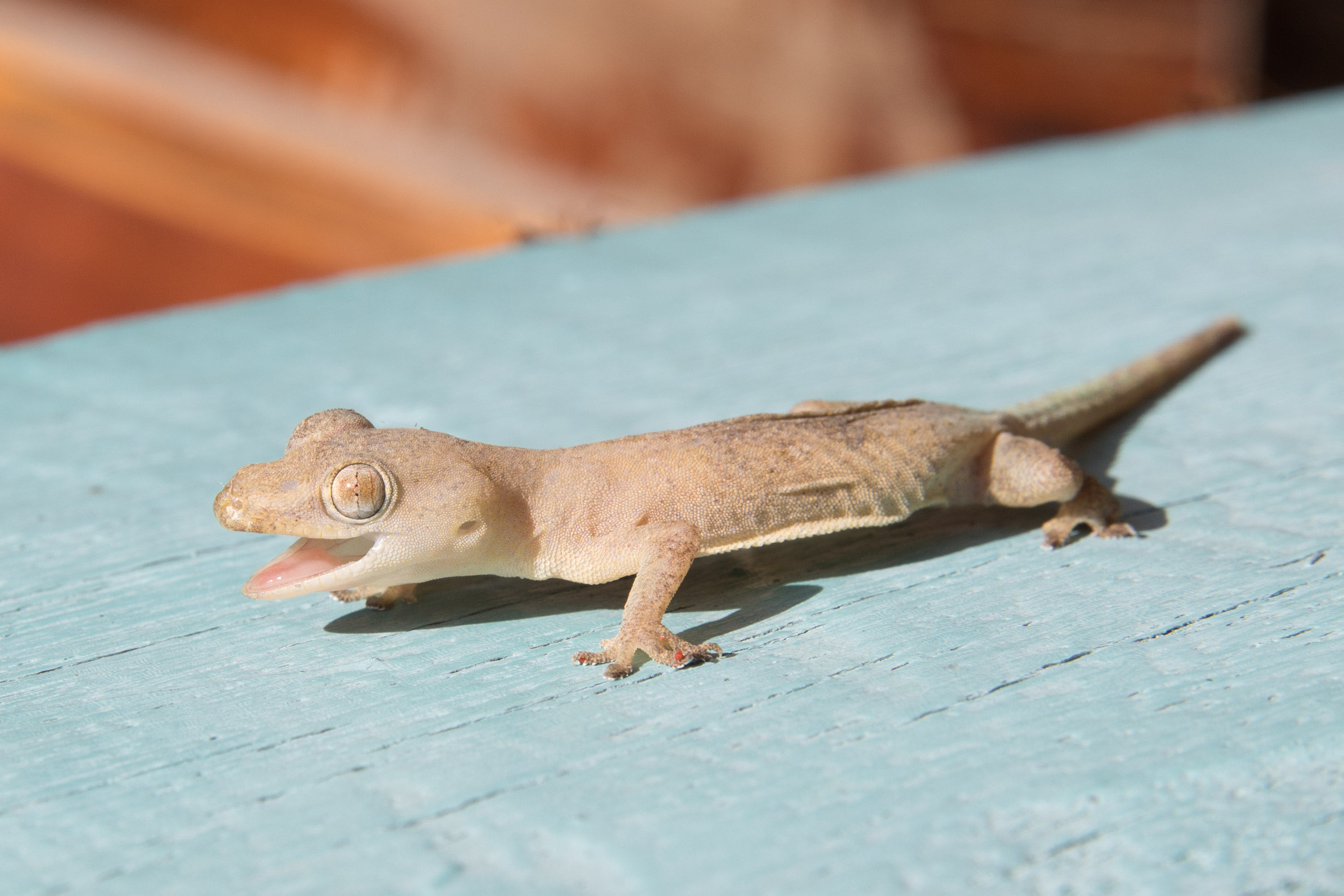
Hemidactylus frenatus, bouche ouverte.

## Répartition
Cette espèce d'origine sud-asiatique est pantropicale par introduction. Elle se rencontre :
- en Inde, au Pakistan, au Bangladesh, au Bhoutan, en Népal, au Sri Lanka, aux Maldives, aux Chagos, en Birmanie, en Thaïlande, en Malaisie, à Singapour, en Indonésie, au Timor oriental, aux Philippines, au Cambodge, au Viêt Nam, en Chine, à Taïwan et au Japon ;
- en Australie, en Nouvelle-Guinée, aux Salomon, en Nouvelle-Calédonie, en Polynésie-Française, au Vanuatu, aux Fidji, aux Tonga, aux Samoa, aux îles Cook, à Nauru, aux États fédérés de Micronésie, à Guam et à Hawaï ;
- en Somalie, à Djibouti, au Kenya, à Madagascar, à Mayotte, aux Seychelles, à La Réunion, à Maurice, en Mauritanie et au Gabon ;
- en Floride aux États-Unis, au Mexique, au Belize, au Guatemala, au Honduras, au Salvador, au Nicaragua, au Costa Rica, au Panama, en Colombie, au Venezuela et en Équateur.

## Habitat
Son habitat naturel est la forêt tropicale humide, avec 70 à 90 % d'hygrométrie, mais ce gecko s'est adapté aux habitations humaines et aux jardins.

## Biologie
C'est un animal ovipare insectivore nocturne qui mange aussi des araignées et de petits geckos. Il est essentiellement arboricole. Cette espèce peut vivre près de dix ans. Il mesure entre 12 et 15 cm.

## Taxinomie
Duméril et Bibron ont attribué, par erreur, à Hermann Schlegel la responsabilité de la description de cette espèce.
Cette espèce admet de nombreux synonymes :
- Hemidactylus bojeri Fitzinger, 1843
- Hemidactylus vittatus Gray, 1845
- Hemidactylus punctatus Jerdon, 1853
- Hemidactylus fraenatus Bleeker, 1857
- Hemidactylus inornatus Hallowell, 1861
- Hemidactylus pumilus Hallowell, 1861
- Gecko caracal Tytler, 1865
- Gecko chaus Tytler, 1865
- Hemidactylus longiceps Cope, 1869
- Hemidactylus hexaspis Cope, 1869
- Hemidactylus tristis Sauvage, 1879
- Hemidactylus nigriventris Lidth De Jeude, 1905
- Hemidactylus fragilis Calabresi, 1915
- Hemidactylus vandermeermohri Brongersma, 1928
- Hemidactylus okinawensis Okada, 1936
- Hemidactylus vandermeermohri Wermuth, 1965
- Hemidactylus auritus Poeppig, 1977

## Philatélie
Cette espèce a été représentée sur un timbre du Kiribati en 1986 (40 c.).

## En captivité
Cette espèce se rencontre en terrariophilie.

## Publication originale
- Duméril & Bibron, 1836 : Erpetologie Générale ou Histoire Naturelle Complete des Reptiles. Librairie Encyclopédique Roret, Paris, vol. 3, p. 1-517 (texte intégral).